# Los favoritos de Midas
Los favoritos de Midas és una sèrie espanyola original de Netflix, creada per Mateo Gil i protagonitzada per Luis Tosar, Marta Belmonte i Willy Toledo, entre d'altres. La sèrie serà estrenada el 13 de novembre de 2020 i es basa en el relat curt «The Minions of Midas» de Jack London.

## Sinopsi
Víctor Genovés, un influent empresari, és víctima d'un estrany xantatge: si no accedeix a pagar una elevada suma de diners, els autodenominats «Favorits de Midas» mataran una persona a l'atzar en un lloc i data assenyalats i afegiran una nova víctima periòdicament fins a aconseguir el seu objectiu. Quantes morts serà Víctor capaç de carregar sobre les seves espatlles?

## Repartiment
- Luis Tosar com a Víctor Genovés
- Marta Belmonte com a Mónica Báez
- Willy Toledo com a Inspector Conte
- Marta Milans
- Carlos Blanco
- Bea Segura
- Elena Irureta com a Teresa Jiménez
- Goize Blanco
- Jorge Andreu
- Daniel Holguín
- Adolfo Fernández com a Mauro
- Fernando Barona com a Diego Rocal
- Juan Blanco
- Pepe Oci
- Ahmed Boulane com a Alfad
- Vito Sanz
- Baladre Calvo
- Joaquín Climent
- Carmelo Gómez
- Miguel Ángel Solá

## Capítulos
| Núm. | Títol    | Direcció  | Guió                      | Data d'emissió original |
| ---- | -------- | --------- | ------------------------- | ----------------------- |
| 1    | «Dilema» | Mateo Gil | Mateo Gil i Miguel Barros | 13 novembre 2020        |
| 2    | «Azar»   | Mateo Gil | Mateo Gil i Miguel Barros | 13 novembre 2020        |
| 3    | «Culpa»  | Mateo Gil | Mateo Gil i Miguel Barros | 13 novembre 2020        |
| 4    | «Grieta» | Mateo Gil | Mateo Gil i Miguel Barros | 13 novembre 2020        |
| 5    | «Salida» | Mateo Gil | Mateo Gil i Miguel Barros | 13 novembre 2020        |
| 6    | «Lucha»  | Mateo Gil | Mateo Gil i Miguel Barros | 13 novembre 2020        |